# Elin Pelin, Bulgaria
Elin Pelin (în bulgară Елин Пелин) este un oraș în obștina Elin Pelin, regiunea Sofia, Bulgaria.
Orașul este situat la ca. 24 km de capitala Sofia și poartă numele autorului Elin Pelin

## Demografie
Componența etnică a orașului Elin Pelin
     Romi (1,8%)
     Bulgari (90,89%)
     Nicio identificare (6,66%)
     Altele (0,92%)
La recensământul din 2011, populația orașului Elin Pelin era de 6.810 locuitori. Din punct de vedere etnic, majoritatea locuitorilor (90,89%) erau bulgari, cu o minoritate de romi (1,8%). Pentru 6,66% din locuitori nu este cunoscută apartenența etnică.